# Supercoppa di Polonia 2019 (pallacanestro)
La Supercoppa di Polonia 2019 è la 14ª Supercoppa di Polonia di pallacanestro maschile.
La partita è stata disputata il 25 settembre 2019 presso l'Arena Kalisz di Kalisz tra il Włocławek, campione di Polonia 2018-19 e il Stal Ostrów Wiel. vincitore della Coppa di Polonia 2019.

## Finale
| Arbitri: | Marcin Kowalski Michał Proc Roman Putyra |

| |            | |
| Ledo, Simon 22 | Punti      | 12 Żołnierewicz |
| Dowe, Ledo 6 | Assist     | 4 Gates |
| Milovanović 10 | Rimbalzi   | 9 Gates |
| 1 Ledo• 3 Simon• 5 Wroten• 23 Freimanis• 31 Milovanović 0 Dowe• 4 Piątek• 7 Sulima• 8 Wadowski• 9 Karolak• 24 Sokołowski• 33 Szewczyk | Formazioni | 2 Gates• 4 Threatt• 12 Mokros• 28 Żołnierewicz• 44 Dambrauskas 3 Calhoun• 8 Ryżek• 13 Główka• 14 Jevtović• 22 Szymkiewicz• 30 Garbacz• 33 Surmacz |
| Igor Miličić | Allenatori | Jacek Winnicki |